# Louis Agassiz
Jean Louis Rodolphe Agassiz (Môtier, Haut-Vully, kanton Fribourg, Zwitserland, 28 mei 1807 – Cambridge, Massachusetts, USA, 14 december 1873) was een van oorsprong Zwitsers dierkundige, geoloog en paleontoloog die de tweede helft van zijn leven in de Verenigde Staten leefde en werkte. In 1861 werd hem de Copley Medal uitgereikt.
Hij werd in 1829 Dr.Phil. in Erlangen en in 1830 Dr.Med. in München, waarna hij zijn studie richtte op natuurlijke historie, specifiek de plantkunde. Daarna studeerde hij in Parijs zoölogie en geologie bij Georges Cuvier en Alexander von Humboldt. In 1837 was Agassiz de eerste om wetenschappelijk het glaciaalpostulaat voor te stellen, dat stelt dat de aarde aan een ijstijd onderworpen is geweest. Voor bewijsvoering van het postulaat liet hij in het jaar 1840 Hôtel des Neuchâtelois bouwen, het eerste permanente gletsjerstation. In 1846 ging hij lesgeven op de Harvard-universiteit. Hij zette in Harvard in 1859 het Museum of Comparative Zoology (MCZ) op.
Op het gebied van de biologie en evolutietheorie was hij aanhanger van de theorie van het polygenisme, die uitging van de hypothese dat de volkeren van verschillende voorvaderen afstammen. Zodoende was hij een tegenstander van de evolutietheorie van Charles Darwin.

## Werken

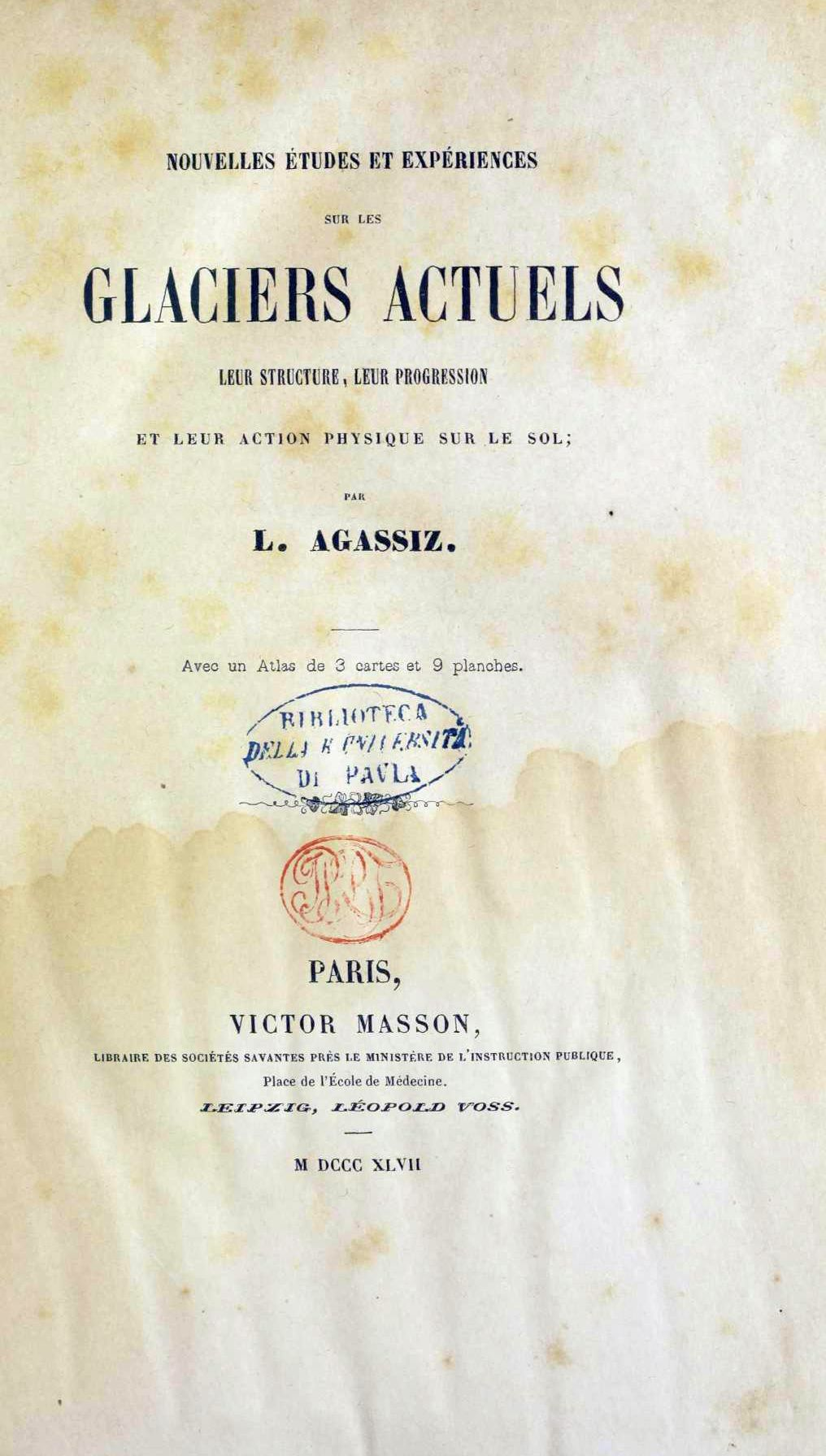
Nouvelles études et expériences sur les glaciers actuels, 1847

- 1829. met Spix, J.B. von & Martius, K.F.P. von. Selecta genera et species piscium quos in itinere per Brasiliam annos MDCCCXVII–MDCCCXX jussu et auspiciis Maximiliani Josephi I colleget et pingendos curavit Dr J.B. de Spix. deel 1: i–xvi, 1–82, pl. 1–48; BHL
- 1831. met Spix, J.B. von & Martius, K.F.P. von. Selecta genera et species piscium quos in itinere per Brasiliam annos MDCCCXVII–MDCCCXX jussu et auspiciis Maximiliani Josephi I colleget et pingendos curavit Dr J.B. de Spix. deel 2: 83–138, pl. 49–101; BHL
- 1832. Untersuchungen über die fossilen Süsswasser-Fische der tertiären Formationen. Neues Jahrbuch für Mineralogie, Geognosie, Geologie und Petrefaktenkunde 1832: 129–138; Hathitrust
- 1834. Abgerissene Bemerkungen über fossile Fische. Neues Jahrbuch für Mineralogie, Geognosie, Geologie und Petrefaktenkunde 1834: 379–390; BHL
- 1833–1844. Recherches sur les poissons fossiles. (verschijningsdata van de afzonderlijke leveringen[1][2][3] zijn essentieel voor de prioriteit van de erin gepubliceerde wetenschappelijke namen)
  - 1833. Tome I (livr. 1, juli) 1–16; BHL
  - 1834. Tome I (livr. 2, februari) 17–40; BHL
  - 1844. Tome I (livr. 17–18) 41–188; BHL
  - 1833. Tome II(1) (livr. 1) 1–48; BHL
  - 1834. Tome II(1) (livr. 2) 49–84; BHL
  - 1835. Tome II(1) (livr. 5, juni) 85–200; BHL
  - 1836. Tome II(1) (livr. 6, maart) 201–224; BHL
  - 1837. Tome II(1) (livr. 8–9, september) 225–264; BHL
  - 1844. Tome II(1) (livr. 17–18) 265–310; BHL
  - 1843. Tome II(2) (livr. 15–16) 1–72; BHL
  - 1844. Tome II(2) (livr. 17–18) 73–336; BHL
  - 1837. Tome III (livr. 8–9) 1–72; BHL
  - 1838. Tome III (livr. 11, november) 73–140; BHL
  - 1839. Tome III (livr. 10, 12, april) 141–156; BHL
  - 1843. Tome III (livr. 15–16) 157–390; BHL
  - 1839. Tome IV (livr. 10, 12) 1–16; BHL
  - 1833. Tome IV (livr. 1) 17–32; BHL
  - 1835. Tome IV (livr. 4, januari) 33–52; BHL
  - 1836. Tome IV (livr. 6) 53–108; BHL
  - 1839. Tome IV (livr. 13, november) 109–204; BHL
  - 1842. Tome IV (livr. 14) 205–291; BHL
  - 1844. Tome IV (livr. 17–18) 292–296; BHL
  - 1844. Tome V(1) (livr. 17–18) 1–16; BHL
  - 1833. Tome V(1) (livr. 1) 17–24; BHL
  - 1834. Tome V(1) (livr. 2) 25–32; BHL
  - 1844. Tome V(1) (livr. 17–18) 33–122; BHL
  - 1839. Tome V(2) (livr. 10, 12) 1–56; BHL
  - 1843. Tome V(2) (livr. 15–16) 57–84; BHL
  - 1844. Tome V(2) (livr. 17–18) 85–160; BHL
- 1834. Ueber die Echinodermen. Isis 1834(3): 254–257; BHL
- 1835. Notice sur les fossiles du terrain crétacé du Jura Neuchâtelois. Mémoires de la Société des Sciences Naturelles de Neuchâtel 1: 126–145; BHL
- 1835. Prodrome d'une monographie des radiaires ou échinodermes. Mémoires de la Société des Sciences Naturelles de Neuchâtel 1: 168–199; BHL
- 1835. Kritische Revision der in der Ittiolitologia Veronese abgebildeten fossilen Fische. Neues Jahrbuch für Mineralogie, Geognosie, Geologie und Petrefaktenkunde 1835: 290–316; BHL
- 1838–1842. Monographies d'Échinodermes, vivans et fossiles
  - 1838. Échinites. Famille des Cidarides. Première Monographie. Des Salénies. 1–32, pl. 1–5; BHL
  - 1841. Observations sur les progrès récens de l'histoire naturelle des échinodermes. 3–20; BHL
  - 1841. Échinites. Famille des Clypéastroides. Seconde Monographie. Des Scutelles. 1–151, pl. 1–27; BHL
  - 1841. Préface (bij Valentin's Anatomie du genre Echinus). i–x; BHL
- 1839. Mémoire sur les moules de mollusques vivans et fossiles. 1–48, pl. 1–9; BHL
- 1839. Description des Échinodermes fossiles de la Suisse; première partie. Spatangoides et Clypéastroides. Neue Denkschriften der Allgemeinen Schweizerischen Gesellschaft für die Gesammten Naturwissenschaften 3(3): 1–101, pl. 1–13; BHL
- 1839–1842. Histoire naturelle des poissons d'eau douce de l'Europe centrale; BHL
- 1840. Description des Échinodermes fossiles de la Suisse; seconde partie. Cidarides. Neue Denkschriften der Allgemeinen Schweizerischen Gesellschaft für die Gesammten Naturwissenschaften 4(2): 1–108, pl. 14–23; BHL
- 1840. Catalogus systematicus Ectyporum Echinodermatum fossilium Musei Neocomensis; BHL
- 1840. Études sur les glaciers
- 1840–1845. Études critiques sur les Mollusques Fossiles.
  - 1840. Mémoire sur les Trigonies. 1: 1–58, pl. 1–11; BHL
  - 1842. Les Myes du Jura et de la Craie Suisses. 2: 1–141, pl. 1–8; BHL
  - 1842. Les Myes du Jura et de la Craie Suisses. 3: 143–287, pl. 9–20; BHL
- 1841. On the Fossil Fishes found by Mr. Gardner in the Province of Ceará, in the North of Brazil. Edinburg New Philosophical Journal 30: 82–84; BHL
- 1842–1846. Nomenclator Zoologicus; BHL
- 1844. Metaporinus michelini. Bulletin de la Société Géologique de France, sér. 2, 1: 730; Jubilothèque
- 1844–1845. Monographie des poissons fossiles du Vieux Grès Rouge ou Système Dévonien (Old Red Sandstone) des Iles Britanniques et de Russie; BHL
- 1846. met Desor, P.J.E.. Catalogue raisonné des familles, des genres, et des espèces de la classe des échinodermes. Annales des Sciences Naturelles, Zoologie sér. 3, 6: 305–374; BHL
- 1847. met Desor, P.J.E.. Catalogue raisonné des espèces, des genres, et des familles d'échinides. Annales des Sciences Naturelles, Zoologie sér. 3, 7: 129–168; BHL
- 1847. met Desor, P.J.E.. Catalogue raisonné des espèces, des genres, et des familles d'échinides. Annales des Sciences Naturelles, Zoologie sér. 3, 8: 5–35; BHL, 355–380 BHL
- 1848. Nomenclatoris Zoologici Index Universalis, continens nomina systematica classium, ordinum, familiarum et generum animalium omnium, tam viventium quam fossilium, secundum ordinem alphabeticum unicum disposita, adjectis homonymus plantarum nec non variis adnotationibus et emendationibus. 1–1135; BHL
- 1848. Bibliographia Zoologiae et Geologiae; BHL
- 1848. met Gould, A.A.. Principles of Zoology ... for the use of schools and colleges; BHL
- 1850. Worms of the coast of Massachusetts. Proceedings of the Boston Society of Natural History 3: 190–191; BHL
- 1850. On the embryology of Ascidia and the characteristis of new species from the shores of Massachusetts. Proceedings of the American Association for the Advancement of Science 2: 157–159
- 1850. Lake Superior: its physical character, vegetation and animals, compared with those of other and similar regions; BHL
- 1852. Ueber die Gattungen unter den nordamerikanischen Najaden. Archiv für Naturgeschichte 18(1): 41–52; BHL
- 1853. Extraordinary fishes from California, constituting a new family, described by L. Agassiz. American Journal of Science and Arts ser. 2, 16(48): 380–390; BHL
- 1854. Notice of a collection of fishes from the southern bend of the Tennessee River, in the State of Alabama. American Journal of Science and Arts ser. 2, 17(50): 297–308; BHL, 17(51): 353–365 BHL
- 1854. Additional notes on the Holconoti. American Journal of Science and Arts ser. 2, 17(51): 365–369; BHL
- 1857–1877. Contributions to the Natural History of the United States of America.
  - 1857. First monograph. 1: 1–452d; BHL
  - 1857. First monograph. 2: 449–643, pl. 1–27; BHL
  - 1860. Second monograph. 3: 1–301, pl. 1–19; BHL
  - 1862. Second monograph. 4: 1–380, pl. 20–35; BHL
  - 1877. Third monograph. 5: 1–136, pl. 1–20; BHL
- 1868. A Journey in Brazil; BHL
- 1869. De l'espèce et de la classification en zoologie; BHL